# 케리 러셀
케리 러셀(Keri Russell, 1976년 3월 23일 ~ )은 미국의 배우이다. The WB 드라마 《펠리시티》(1998-2002)의 펠리시티 포터 역으로 알려졌으며, 이를 통해 1999년 제56회 골든 글로브상 텔레비전 드라마 부문 여우주연상을 받았다. 2013년부터 드라마 《더 아메리칸즈》(2013-18)에서 엘리자베스 제닝스 역을 맡아 2015년 제19회 새틀라이트상 텔레비전 드라마 부문 여우주연상을 받았으며, 골든 글로브상에 두 차례, 프라임타임 에미상에 세 차례 후보로 오르기도 했다. 2017년, 할리우드 명예의 거리에 헌액되었다.
영화 출연작으로는 《미션 임파서블 3》(2005), 《어거스트 러쉬》(2007), 《혹성탈출: 반격의 서막》(2014) 등이 있다.

## 출연 작품

### 텔레비전
- 미키 마우스 클럽 (1991-93)
- 보이 미트 월드 (1993)
- 못말리는 번디 가족 (1995)
- 제7의 천국 (1997)
- 펠리시티 (1998-2002)
- 스크럽스 (2007)
- 못말리는 패밀리 (2013)
- 더 아메리칸즈 (2013-18)
- 2050: 벼랑 끝 인류 (2023)
- 외교관 (2023-현재)

### 영화
- 아이가 커졌어요 (1992)
- 제비뽑기 (1996)
- 위 워 솔저스 (2002) - 바버라 게이건 역
- 미스언더스탠드 (2005)
- 미션 임파서블 3 (2006)
- 웨이트리스 (2007)
- 어거스트 러쉬 (2007)
- 베드타임 스토리 (2008)
- 원더우먼 (2009) - 목소리 출연
- 해리슨 포드의 특별 조치 (2010)
- 염소들 (2012)
- 다크 스카이 (2013)
- 오스틴랜드 (2013)
- 혹성탈출: 반격의 서막 (2014)
- 존스 자유주 (2016)
- 스타워즈: 라이즈 오브 스카이워커 (2020) - 조리 블리스 역
- 앤틀러스 (2021)
- 코카인 베어 (2023) - 새리 역